# Irina Ivan
Irina Ivan (n. 6 martie 1992, la Suceava) este o jucătoare profesionistă de handbal din România care evoluează pentru clubul CS Dacia Mioveni 2012. Ivan a făcut parte din echipele de junioare și tineret ale României, fiind prima dată selecționată în 2008.
Irina Ivan a fost campioană națională la categoria junioare I cu LPS Iași, în 2011. A activat la LPS Suceava, LPS Iași și HCM Roman. Handbalista s-a alăturat echipei clujene în 2011, iar contractul ei a fost semnat inițial pe o perioadă de patru ani, cu drept de prelungire. În 2016, Ivan s-a transferat la CSM Bistrița, actuala Gloria 2018 Bistrița-Năsăud. După două sezoane la echipa bistrițeană, ea s-a transferat la CSM Roman, iar după retragerea echipei din Liga Națională ediția 2018-2019, a semnat, în noiembrie 2018 cu Le Havre AC Handball. A revenit în România, în 2019, și s-a alăturat echipei HC Zalău. În 2021 ea s-a transferat la CS Dacia Mioveni 2012.

## Palmares
- Liga Campionilor:
  - Grupe: 2013
  - Calificări: 2012

- Cupa Cupelor:
  - Turul 3: 2015

- Cupa EHF
  - Sfertfinalistă: 2014
  - Optimi: 2012

- Liga Națională
  -  Medalie de argint: 2012
  -  Medalie de bronz: 2013

- Cupa României:
  -  Medalie de bronz: 2017

- Supercupa României:
  -  Finalistă: 2013

- Campionatul Național de Junioare I
  -  Câștigătoare: 2011